# Deutscher Reichsausschuss für Leibesübungen
Le Deutsche Reichsausschuss für Leibesübungen (abrégé DRA ou DRAfL) - traduction Comité impérial (national) allemand pour l'Éducation physique fut l'organisme gestionnaire de l'Éducation physique et le Sport sous la République de Weimar en Allemagne. 
Ce comité succéda au Deutschen Reichsausschuss für Olympische Spiele (DRA ou DRAfOS) et fut remplacé, après l'arrivée au pouvoir des nazis par le ministère nazi des Sports (DRL).

## Histoire
Peu avant la fin de la Première Guerre mondiale, en 1917, le Deutsche Reichsausschuss für Leibesübungen (DRAfL) remplaça  le Deutschen Reichsausschuss für Olympische Spiele (DRAfOS).

### Deutschen Reichsausschuss für Olympische Spiele (DRAfOS)
Le Deutschen Reichsausschuss für Olympische Spiele (DRAfOS) avait été constitué en vue de l'organisation des Jeux olympiques de 1916 dont l'organisation avait été confiée à la ville de Berlin.
Le changement d'appellation fut amené par l'exclusion des athlètes allemands de toute participation aux Jeux olympiques d'Anvers en 1920 et des Jeux olympiques de Paris en 1924. Après la fin du premier conflit mondial, le sentiment "anti-allemand" fut et resta important durant plusieurs années parmi les nations d'Europe occidentale.
L'Allemagne constitua et organisa alors les Deutschen Kampfspiele à partir de 1922 et ce tous les quatre ans. En plus des sportifs allemands, étaient conviés ceux de pays comme l'Autriche ou de régions comme le Territoire des Sudètes ou d'Alsace.

### Scission
En 1925, le Deutsche Reichsausschuss für Leibesübungen (DRAfL) se sépara du nouveau Comité olympique allemand, le Deutsche Olympische Ausschuss. La répartition des compétences laissait la gestion des conditions d'adhésion et de participation aux Jeux olympiques au nouveau comité alors que le Deutsche Reichsausschuss für Leibesübungen continua de gérer toute la matière sportive allemand.
Cependant, certaines associations échappèrent encore à son contrôle. C'était le cas des clubs et associations ouvrières comme l'Arbeiter Turn-und Sportbund (ATSB), regroupées au sein de "Arbeitersports" qui avait créé son propre organe directeur en 1912, la Zentralkommission für Sport und Körperpflege.

### Disparition
Le Deutsche Reichsausschuss für Leibesübungen (DRAfL) fut abusivement dissous le 5 mai 1933 (publication officielle le 10 mai). Dès leur arrivée au pouvoir en janvier 1933, Adolf Hitler et son NSDAP firent sombrer l'Allemagne sous le régime de la dictature. La matière sportive ne leur échappa bien évidemment pas. Ils comptèrent et ne se privèrent pas d'en faire un organe de propagande de leur idéologie nauséabonde et aussi un moyen de contrôle de la population. Le DRAfL fut dissous sans consultation ni vote de son Assemblée Générale.
Les organisations politiquement "incorrectes", comprenez d'obédience communiste et/ou socialiste furent dissoutes dès janvier 1933. Les organismes d'obédience religieuse et/ou "bourgeoise" furent aussi interdits par après.
Après une période de transition d'environ un an, le DRAfL, de toute façon noyauté dès 1933 par des responsables nazis fut remplacé par le Ministère nazi des Sports (DRL).

## Organismes précédents au DRAfL
| Noms                                                                         | Traduction                                                       | Période   |
| ---------------------------------------------------------------------------- | ---------------------------------------------------------------- | --------- |
| Komitee für die Beteiligung Deutschlands an den Olympischen Spielen zu Athen | Comité pour la participation de l'Allemagne aux J.O. d'Athènes   | 1895–1896 |
| Komitee für die Beteiligung Deutschlands an den Olympischen Spielen zu Paris | Comité pour la participation de l'Allemagne aux J.O. de Paris    | 1899–1900 |
| Deutsches Komitee für die Olympischen Spiele in St. Louis 1904               | Comité pour la participation de l'Allemagne aux J.O. de St-Louis | 1903–1904 |
| Deutscher Reichsausschuss für Olympische Spiele                              | Comité impérial allemand pour les Jeux olympiques                | 1904–1917 |

## Présidents du DRA et des organismes précédents
| Noms                                            | Périodes  |
| ----------------------------------------------- | --------- |
| Philipp Ernst zu Hohenlohe-Schillingsfürst (de) | 1895–1896 |
| Aribert d'Anhalt                                | 1899–1900 |
| Édouard de Salm-Horstmar                        | 1903–1905 |
| Egbert Hoyer von der Asseburg (de)              | 1905–1909 |
| Victor von Podbielski                           | 1909–1916 |
| Ulrich von Oertzen (de)                         | 1916–1919 |
| Theodor Lewald                                  | 1919–1934 |

## Direction du DRAfL
En 1931, le Comité directeur comptait 27 membres:
- 3 Présidents
- 3 Vice-présidents
- 2 Secrétaires
- 2 Trésoriers
- 16 Membres
- le Secrétaire-Général

Selon le paragraphe 8 des Statuts, le nombre minimum de siégeant était de 16 personnes dont au moins 10 étaient présents "en personne".
Les plus hautes fonctions étaient occupées par Theodor Lewald (1e Président) et Carl Diem (Secrétaire-Général).

## Membres
En 1932, le DRAfL regroupait 47 fédérations. en outre, il y avait 26 représentants d'organismes impériaux ou de Länder ou de Villes, 27 Hautes écoles étaient représentées ainsi que 91 membres individuels.

## Membres au sens strict
Par membre au sens strict, on entendait les fédérations gérant concrètement une activité sportive. Le nombre de voix étaient proportionnel au nombre de membres affiliés.
| Fédérationa                                                         | Signification                                                              | Fondation | Adhésion |
| ------------------------------------------------------------------- | -------------------------------------------------------------------------- | --------- | -------- |
| Deutscher und Österreichischer Alpenverein                          | Association allemande et autrichien des Alpes                              | 1869      | 1922     |
| Deutscher Reichsverband für Amateurboxen                            | Fédération impériale allemande de Boxe amateur                             | 1920      | 1924     |
| Deutscher Athletik-Sportverband von 1891 e.V.                       | Fédération allemande d'Athlétisme de 1891                                  | 1891      | 1904     |
| Allgemeiner Deutscher Automobil-Club                                | Automobile Club général allemand                                           | 1903      | 1925     |
| Automobilclub von Deutschland                                       | Automobile Club d'Allemagne                                                | 1899      | 1925     |
| Deutscher Bob-Verband                                               | Fédération allemande de Bobsleigh                                          | 1908      | 1920     |
| Eichenkreuz, Evangelischen Jungmännerbünden Deutschlands            | "Croix de Chêne", Fédérations des jeunes hommes évangélique d'Allemagne    | 1921      | 1921     |
| Deutscher Eislaufverband                                            | Fédération allemande de Patinage sur glace                                 | 1888      | 1904     |
| Deutscher Fechterbund                                               | Fédération allemande d'Escrime                                             | 1911      | 1904     |
| Deutscher Fußball-Bund                                              | Fédération allemande de Football                                           | 1900      | 1904     |
| Deutscher Golfverband                                               | Fédération allemande de Golf                                               | 1907      | 1913     |
| Deutscher Hockey-Bund                                               | Fédération allemande de Hockey                                             | 1909      | 1913     |
| Reichsverband für Jiu Jitsu                                         | Fédération impériale de Jiu-jitsu                                          | 1920      | 1926     |
| Deutsche Jugendkraft                                                | Fédération sportive d'obédience catholique                                 | 1920      | 1920     |
| Deutscher Kanuverband                                               | Fédération allemande de Canoë                                              | 1914      | 1920     |
| Deutscher Keglerbund                                                | Fédération allemande de Bowling                                            | 1885      | 1922     |
| Deutscher Luftfahrtverband                                          | Association allemande du transport aérien                                  | 1902      | 1923     |
| Deutscher Motorradfahrerverband                                     | Association allemand de Motocyclisme                                       | 1923      | 1925     |
| Bund Deutscher Radfahrer                                            | Fédération allemand de Cyclisme                                            | 1884      | 1904     |
| Deutscher Rad- und Motorfahrerverband "Concordia"                   | Fédération allemande de Motocyclisme et de Cyclisme "Concordia"            | 1909      | 1922     |
| Reichsverband für Zucht und Prüfung Deutschen Warmbluts             |                                                                            | 1905      | 1922     |
| Deutscher Rodelbund                                                 | Fédération allemande de Luge                                               | 1911      | 1922     |
| Deutscher Ruderverband                                              | Fédération allemande d'Aviron                                              | 1883      | 1904     |
| Deutscher Rugby-Fussball-Verband                                    | Fédération allemande de Rugby-Football                                     | 1900      | 1919     |
| Reichsgemeinschaft für Kleinkaliberschießsport                      | Communauté impériale de Tir au petit calibre                               |           | 1926     |
| Deutscher Schützenbund                                              | Fédération allemande de Tir (petit calibre)                                | 1861      | 1914     |
| Deutsches Kartell für Jagd-und Sportschiessen                       | Association allemande de Tir de chasse et sportif                          | 1919      | 1922     |
| Reichsverband Deutscher Kleinkaliberschützenverbände                | Fédération impériale allemande de Association de tir au petit calibre      | 1925      | 1926     |
| Vereinigung deutscher Schießverbände                                | Union des Associations allemandes de Tir                                   | 1924      |          |
| Verband der Schießvereine deutscher Jäger                           | Fédération allemande des Associations de tir de chasse                     | 1900      | 1914     |
| Deutscher Schützenbund                                              | Fédération allemande de Tir (sans le petit calibre)                        | 1861      | 1919     |
| Deutsches Kartell für Jagd- und Sportschiessen                      | Association allemande de Tir de chasse et sportif                          | 1914      | 1922     |
| Deutscher Schwimmverband                                            | Fédération allemande de Natation                                           | 1886      | 1904     |
| Deutscher Segler-Verband                                            | Association allemande de Voile                                             | 1888      | 1917     |
| Deutscher Seglerbund                                                | Fédération allemande de Voile                                              | 1912      | 1926     |
| Deutscher Ski-Verband                                               | Association allemande de Ski                                               | 1905      | 1913     |
| Deutsche Sportbehörde für Leichtathletik, Handball und Sommerspiele | Union allemand pour l'Athlétisme, le Handball et les sports d'été          | 1898      | 1904     |
| Deutscher Tennisbund                                                | Fédération allemande de Tennis                                             | 1902      | 1904     |
| Deutsche Turnerschaft                                               | Association allemande de Gymnastique                                       | 1860      | 1906     |
| Allgemeiner Deutscher Turnerbund                                    | Fédération générale allemande de Gymnastique                               | 1922      | 1925     |
| Turnergilde im Deutschnationalen Handlungsgehilfen-Verband          | Guilde de Gymnastique des Associations nationales allemandes des Greffiers | 1922      | 1924     |
| Reichsverband für Frauenturnen in katholischen Vereinen             | Association impériale des clubs de Gymnastique féminine                    | 1927      | 1928     |

## Membres au sens large
Par membres au sens large on entend les associations qui soutiennent ou enseignent l'éducation physique, les associations nationales, régionales ou communales qui se déclarent prêtes à soutenir le DRAfL, les personnes qui  servent l'Education physique et se déclarent prêtes à collaborer avec le DRAfL.
Ces membres n'avaient qu'une voix consultative.
| Fédérations                                                                                | Signification | Fondation | Adhésion |
| ------------------------------------------------------------------------------------------ | --- | --------- | -------- |
| Bund der Deutschen Reichsbahn-Turn- und Sportvereine im Reichsverband der Eisenbahnvereine | Fédération des Associations de Gymnastique et de Sport des Chemins de fer allemands dans la Fédération nationale des Associations de chemin de fer | 1926      | 1931     |
| Arbeitsgemeinschaft Deutscher Post-Sportvereine                                            | Communauté ouvrière des Associations sportives des Postes allemandes                                                                               | 1924      | 1931     |
| Deutscher Ärzte-Vereinsbund                                                                | Fédération allemande des Associations de médecins                                                                                                  | 1873      | 1920     |
| Deutscher Gymnastikbund                                                                    | Fédération allemande de Gymnastique | 1925      | 1926     |
| Bund Jungdeutschland                                                                       | Fédération de la Jeunesse allemande | 1911      | 1913     |
| Allgemeiner Deutscher Lehrerinnen-Verein                                                   | Association générale allemande des Enseignants | 1890      | 1926     |
| Deutscher Philologen-Verband                                                               | Fédération allemande des Philologues | 1904      | 1924     |
| Verband Deutscher Sportlehrer                                                              | Association des moniteurs allemands de sport | 1918      | 1920     |
| Deutscher Turnlehrerverein                                                                 | Association allemandes de moniteurs de gymnastique                                                                                                 | 1893      | 1919     |
| Verband der Deutschen Hochschulen                                                          | Association des Hautes écoles allemandes | ?         | 1928     |
| Deutsche Gesellschaft für Samariter- und Rettungswesen                                     | Communauté allemande des infirmiers et sauveteurs                                                                                                  | 1909      | 1928     |
| 26 Reichs-, Landes- und Kommunalbehörden                                                   | 26 représentantes nationaux, régionaux et communaux                                                                                                |           |          |
| 27 Universitäten und Hochschulen                                                           | 27 Universités et Hautes écoles |           |          |
| 91 Persönliche Mitglieder                                                                  | 91 personnes à titre individuel |           |          |

## Statistiques des affiliations
Les chiffres ci-dessous sont ceux enregistrés en 1931.
- Membres au sens strict

| Noms                                                       | Clubs  | Affiliés       |
| ---------------------------------------------------------- | ------ | -------------- |
| Deutscher und Österreicher Alpenverein                     | 438    | 195 000        |
| Deutscher Reichsverband für Amateurboxen                   | 390    | 48 000         |
| Deutscher Athletik-Sportverband von 1891                   | 860    | 121 151        |
| Allgemeiner Deutscher Automobil-Club                       | 1 400  | 133 000        |
| Automobilclub von Deutschland                              |        | environ 25 000 |
| Deutscher Bob-Verband                                      | 15     | environ 900    |
| "Eichenkreuz" Evang. Jungmännerbünden                      | 7 252  | 228 785        |
| Deutscher Eislaufverband                                   | 145    | 16 000         |
| Deutscher Fechterbund                                      | 49     | 1 720          |
| Deutscher Fussball-Bund                                    | 7 277  | 935 923        |
| Deutscher Golfverband                                      | 33     | 5 300          |
| Deutscher Hockey-Bund                                      | 499    | 33 099         |
| Reichsverband für Jiu Jitsu                                | 20     | 500            |
| Deutsche Jugendkraft                                       | 5 987  | 699 870        |
| Deutscher Kanuverband                                      | 550    | 20 000         |
| Deutscher Keglerbund                                       | 833    | 95 587         |
| Deutscher Luftfahrtverband                                 | 524    | 44 773         |
| Deutscher Motorradfahrerverband                            | 749    | 31 000         |
| Bund Deutscher Radfahrer                                   | 2 500  | 75 000         |
| Dt. Rad- und Motorfahrerverband "Concordia"                | 1.074  | 29 424         |
| Reichsverband für Deutsches Warmblut                       | 345    | 210 000        |
| Deutscher Rodelbund                                        | 35     | 1 500          |
| Deutscher Ruderverband                                     | 1 055  | 116 719        |
| Deutscher Rugby-Fußball-Verband                            | 65     | 20 000         |
| Deutscher Schützenbund                                     | -      | -              |
| Dt. Kartell für Jagd- und Sportschiessen                   | 1 010  | 96 000         |
| Reichsverband Deutscher KK-Schützenverbände                | 6 054  | 304 000        |
| Verband der Schießvereine dt. Jäger                        | 24     | 16 082         |
| Deutscher Schützenbund                                     | 1 930  | 63 389         |
| Deutsches Kartell für Jagd- und Sportschiessen             | 70     | 15 000         |
| Deutscher Schwimmverband                                   | 885    | 128 000        |
| Deutscher Segler-Verband                                   | 152    | 22 000         |
| Deutscher Seglerbund                                       | 122    | 6 002          |
| Deutscher Ski-Verband                                      | 1 335  | 104 767        |
| Deutsche Sportbehörde für Leichtathletik                   | 5 358  | 618 520        |
| Deutscher Tennisbund                                       | 1 017  | 97 749         |
| Deutsche Turnerschaft                                      | 12 764 | 1 609 963      |
| Allgemeiner Deutscher Turnerbund                           | 400    | 40 000         |
| Turnergilde im Deutschnationaler Handlungsgehilfen-Verband | 265    | 55 000         |
| Reichsverband f. Frauenturnen in kath. Vereinen            | 4 120  | 260 000        |

- Membres au sens large

| Noms                                    | Clubs | Affiliés       |
| --------------------------------------- | ----- | -------------- |
| Bund der Deutschen Reichsbahn-TSV       | 254   | 44 500         |
| AG Deutscher Post-Sportvereine          | 80    | 41 000         |
| Deutscher Ärzte-Vereinsbund             | 617   | 41.100         |
| Deutscher Gymnastikbund                 | –     | 1 200          |
| Bund Jungdeutschland                    | –     | ?              |
| Allgem. Deutscher Lehrerinnen-Verein    | –     | environ 40 000 |
| Deutscher Philologen-Verband            | 30    | 30 000         |
| Verband Deutscher Sportlehrer           | –     | 727            |
| Deutscher Turnlehrerverein              | 10    | 2 789          |
| Verband der Deutschen Hochschulen       | –     | ?              |
| Dt. Ges. f. Samariter- u. Rettungswesen | 1 500 | 47 000         |

## Non membres les plus importants
A l'exception des Fédérations ouvrières, il y avait peu de fédérations sportives qui n'étaient pas membres du DRAfL. Parmi les principaux absents, citons, (en 1931): 
| Fédérations                                                  | Traductions                                                    | Fondation | Club  | Affiliés | Remarques                                                   |
| ------------------------------------------------------------ | -------------------------------------------------------------- | --------- | ----- | -------- | ----------------------------------------------------------- |
| Reichsverband Deutscher Gebirgs-und Wandervereine            | Fédération nationale de Randonnée et de Marche                 | 1883      | 63    | 240 000  |                                                             |
| Deutscher Turnerbund                                         | Fédération allemande de Gymnastique                            | 1919      | 816   | 114 176  | aucun rapport avec l'actuelle "Deutschen Turner-Bund" (DTB) |
| Vereinigung Deutscher Radsportverbände                       | Union des associations allemandes de Cyclisme                  | 1924      | 1 420 | 80 372   |                                                             |
| Vereinigung der ländlichen Reit-und Fahrvereine Deutschlands | Union des clubs ruraux d'équitation et de conduite d'attelages | 1922      | 2 000 | 60 000   |                                                             |
| Deutscher Anglerbund                                         | Fédération allemande de Pêche                                  | 1 900     | -     | 16 000   |                                                             |
| Deutscher Tischtennisbund                                    | Fédération allemande de Tennis de table                        | 1925      | 107   | 10 000   |                                                             |

## L'écusson sportif
Ce fut en 1912 à l'occasion des J.O de Stockholm que, d'après une idée de Carl Diem, fut arboré un premier écusson national du sport. Le but était d'identifier et d'unifier les athlètes sous un même insigne et ainsi favoriser la reconnaissance au sein de la population et donc de promouvoir la pratique sportive.
La même année, le DRAfL créa un prix du mérite. Il ne s'adressa d'abord qu'aux hommes. Après la Première Guerre mondiale, un prix fut aussi attribué aux femmes. À partir de 1925, une récompense similaire concerna les jeunes garçons puis en 1927, les jeunes filles.
Le principe de ce prix fut évidemment reprit par les Nazis  après leur arrivée au pouvoir. Ceux-ci en firent un outil de propagande.

## Organisations
Le  Deutsche Reichsausschuss für Leibesübungen organisa les Deutschen Kampfspiele de 1922 à 1930. À l'origine ces « Jeux » furent créés à la suite de l'exclusion des sportifs allemands des Jeux olympiques de 1920 et 1924.
| Deutsche Kampfspiele (été) - 18 juin au 2 juillet 1922 Berlin - 4 au 11 juillet 1926 Köln - 26 au 29 juin 1930 Breslau | Deutsche Kampfspiele (hiver) - 1922 Garmisch-Partenkirchen - 1926 Triberg et Titisee-Neustadt - 1930 Krummhübel |